# Password Authentication Protocol
Password Authentication Protocol (パスワード・オーセンティケーション・プロトコル、PAP) は、ネットワークアクセスサーバがユーザをPPPで認証する時に用いる、単純な認証プロトコルである。 例えばインターネットサービスプロバイダがこれを利用している。
この認証は、資源にアクセスする前にユーザの正当性を確認するプロセスである。
PAP は暗号化されていない ASCII コードのパスワードをネットワーク上で送信するため、CHAPやEAPに比較した場合、安全性に欠ける場合がある。

## 動作
- クライアントはユーザ名とパスワードを送信する
- サーバは Authentication-ack (認証に成功した場合) または Authentication-nak (それ以外) を送信する

## PAP パケット
| 説明                   | 1 バイト | 1 バイト | 2 バイト | 1 バイト         | 可変長   | 1 バイト         | 可変長     |
| ---------------------- | -------- | -------- | -------- | ---------------- | -------- | ---------------- | ---------- |
| Authentication-request | Code = 1 | ID       | 長さ     | ユーザ名の長さ   | ユーザ名 | パスワードの長さ | パスワード |
| Authentication-ack     | Code = 2 | ID       | 長さ     | メッセージの長さ | ユーザ名 |                  |            |
| Authentication-nak     | Code = 3 | ID       | 長さ     | メッセージの長さ | ユーザ名 |                  |            |

PAPパケットは、PPPフレームに埋め込まれる。プロトコルフィールドの値は C023 (16進数) である。
| フラグ | アドレス | コントロール | プロトコル (C023 (16進数)) | ペイロード(上記の表) | FCS | フラグ |
| ------ | -------- | ------------ | -------------------------- | -------------------- | --- | ------ |